# فرانتس ژاور وینترهالتر
فرانتس ژاور وینترهالتر (به آلمانی: Franz Xaver Winterhalter)، (۲۰ آوریل ۱۸۰۵–۸ ژوئیه ۱۸۷۳) یک نقاش و لیتوگراف آلمانی بود، که به خاطر پرتره‌های متملق سلطنت و جامعه طبقات بالا در اواسط قرن ۱۹ شناخته می‌شود. نام او با پرتره‌نگاری دربار همراه شده‌است. از مشهورترین آثار وی می‌توان به امپراتور اوژنی احاطه شده توسط بانوان در انتظار (۱۸۵۵) و پرتره‌هایی که وی از امپراتور الیزابت اتریشی (۱۸۶۵) ایجاد کرد، اشاره نمود.

## زندگی

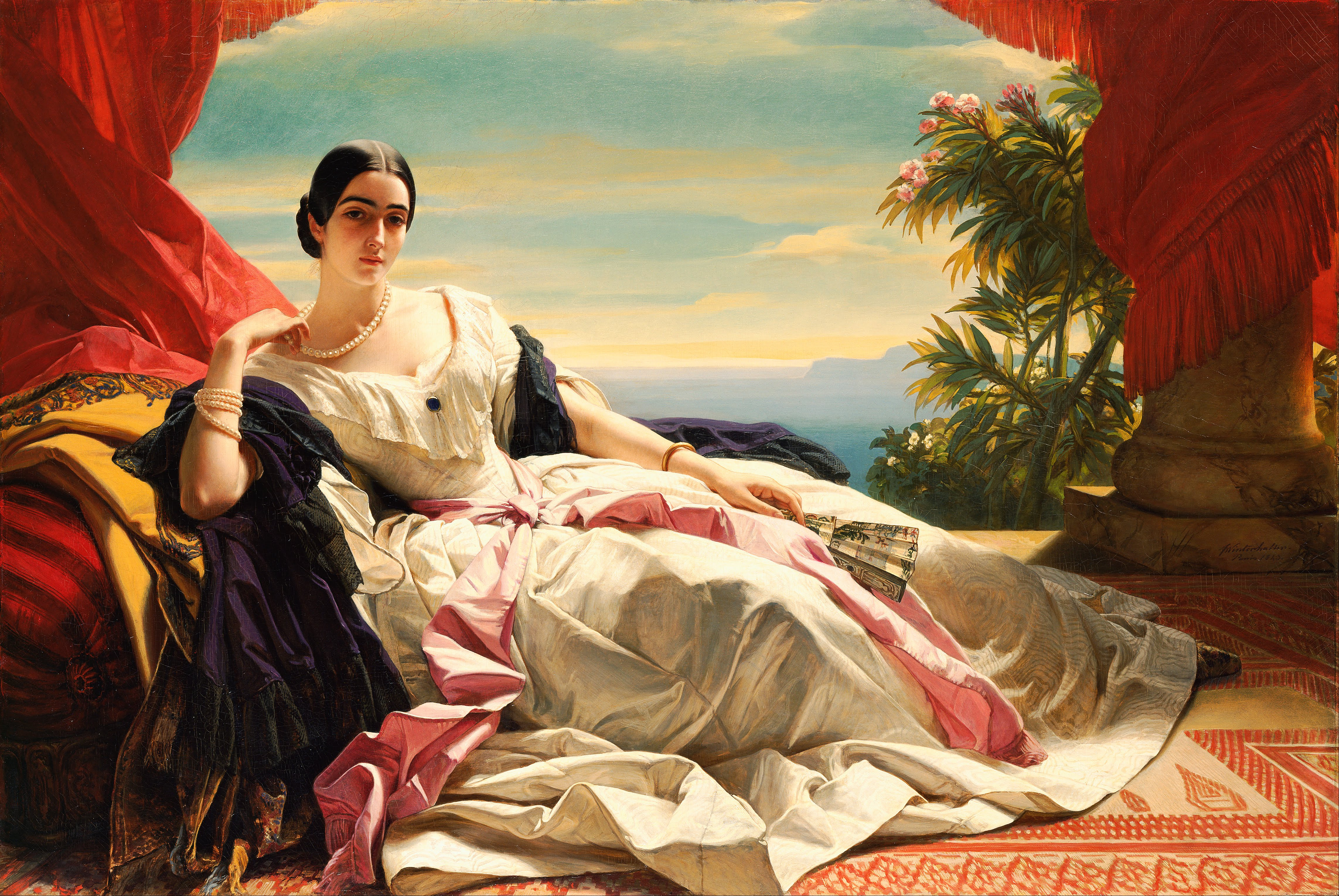
پرنسس لئونیلا باریاتینسکایا (۱۸۴۳),، موزه J. Paul Getty، لس آنجلس. وینترهالتر پارچه‌های مجلل و رنگهای روشن را در برابر بافت نرم قرار داد تا حس ژست، مدل و فضای مجلل را افزایش دهد.

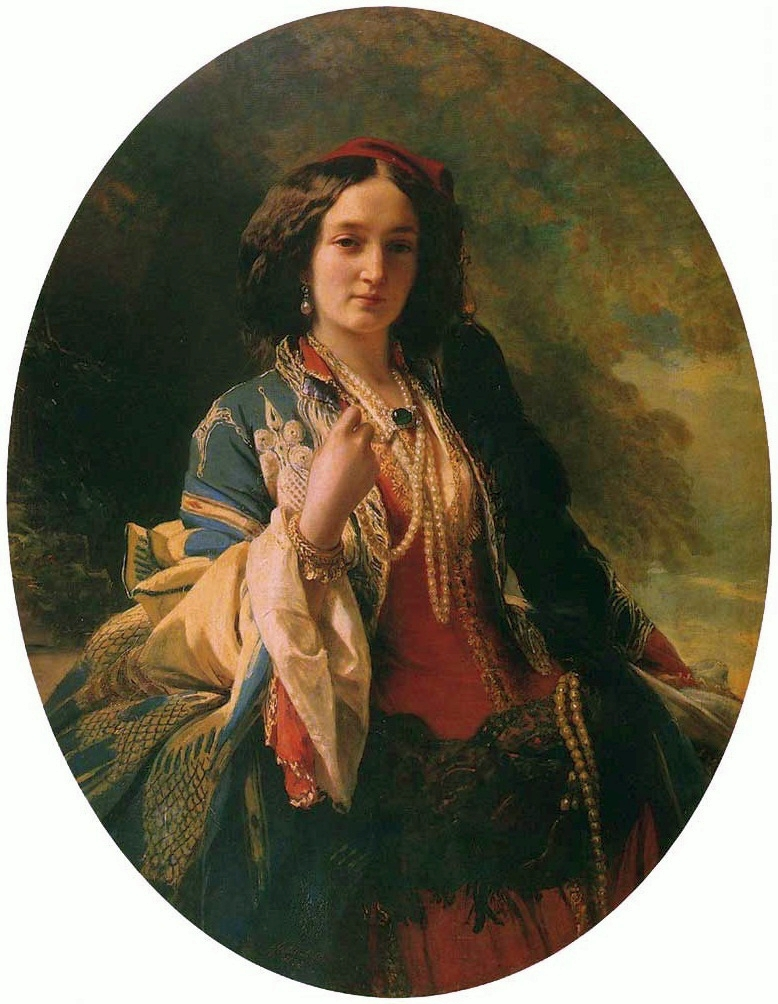
کاتارزینا پوتوسکا با لباس شرقی (۱۸۵۴)، موزه ملی، ورشو. کنتس پوتوسکا برای این تصویر در پاریس نشست، جایی که پس از بازگشت از سفر به سرزمین مقدس به آنجا رفت. روژا کرانسیسکا، که به همراه مادرش به پاریس رفته بود، نوشت که او "چند بار در استودیوی وینترهولتر حضور داشت، در حالی که مادر برای پرتره‌های خود عکس می‌گرفت"

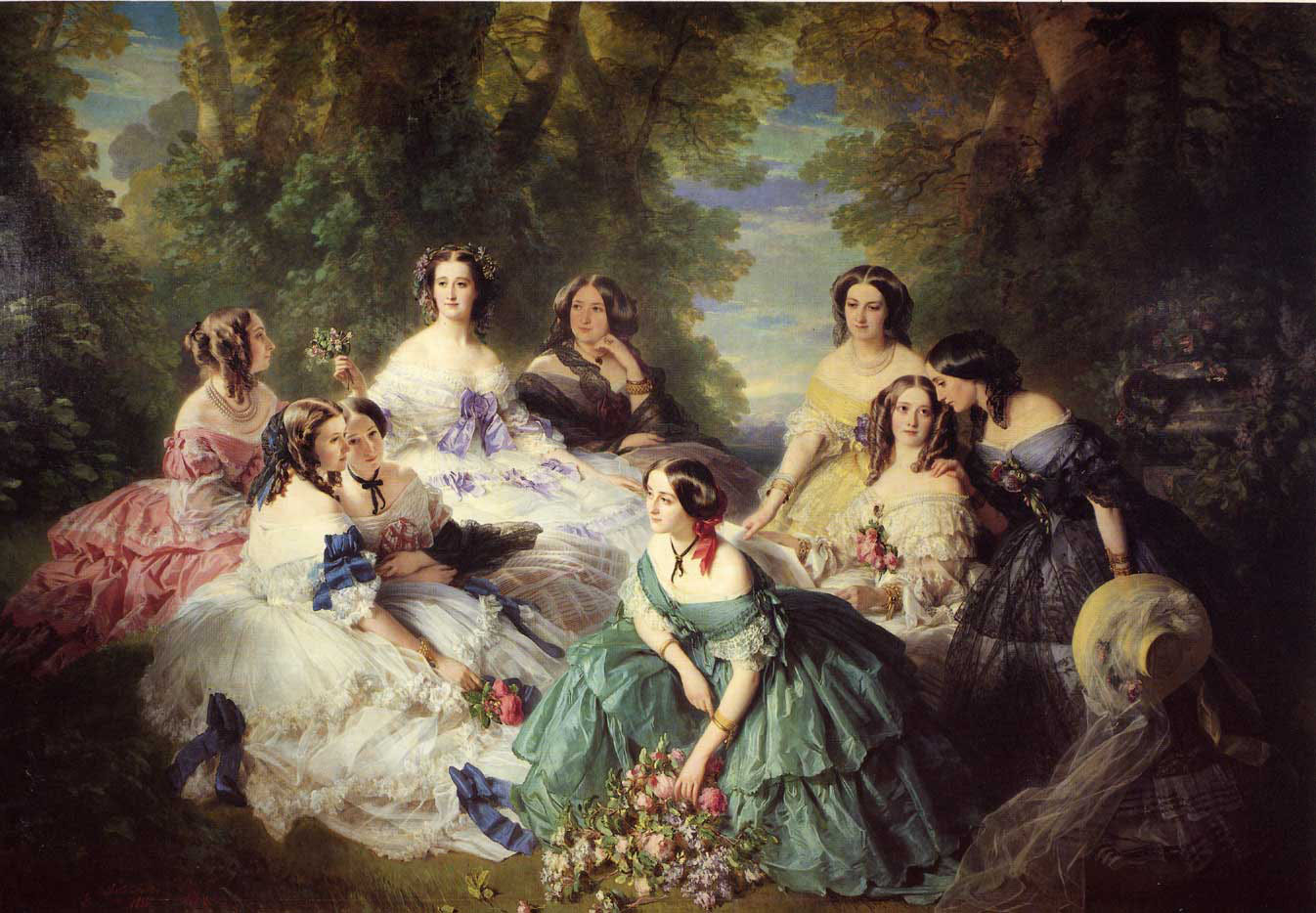
امپراتریس یوجنیی د مونتییو که توسط بانوانش در انتظار (۱۸۵۵)، شاتو دوکمپیین محاصره شد. این ترکیب برجسته با الهام از صحنه‌های روستایی قرن ۱۸، امپراتریس و همراهانش را در پس زمینه پاک سازی سایه دار در یک جنگل قرار می‌دهد. با این حال، ترکیب بسیار مصنوعی و رسمی است. امپراتریس، کمی به سمت چپ مرکز، توسط گروه احاطه شده و بر آن تسلط دارد.

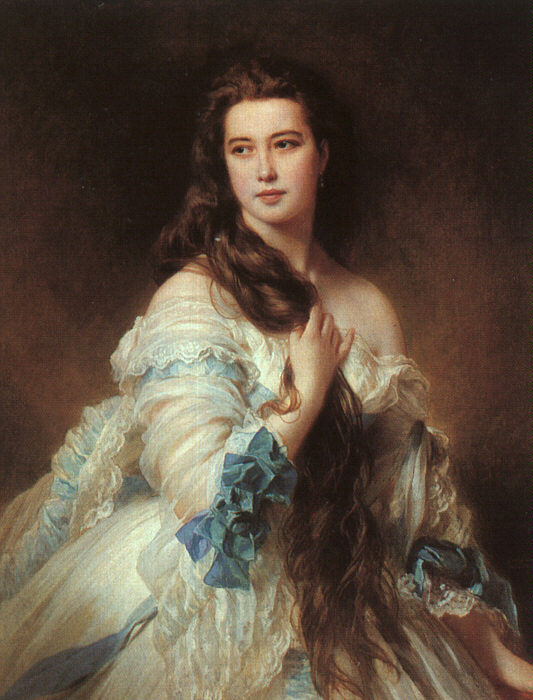
باربه دیمیتریوا مگاساسوف مادام ریمسکی-کورساکوف (۱۸۶۴)، رنگ روغن روی بوم، ۱۱۷ × ۹۰ سانتی‌متر، موزه اورسی، پاریس..

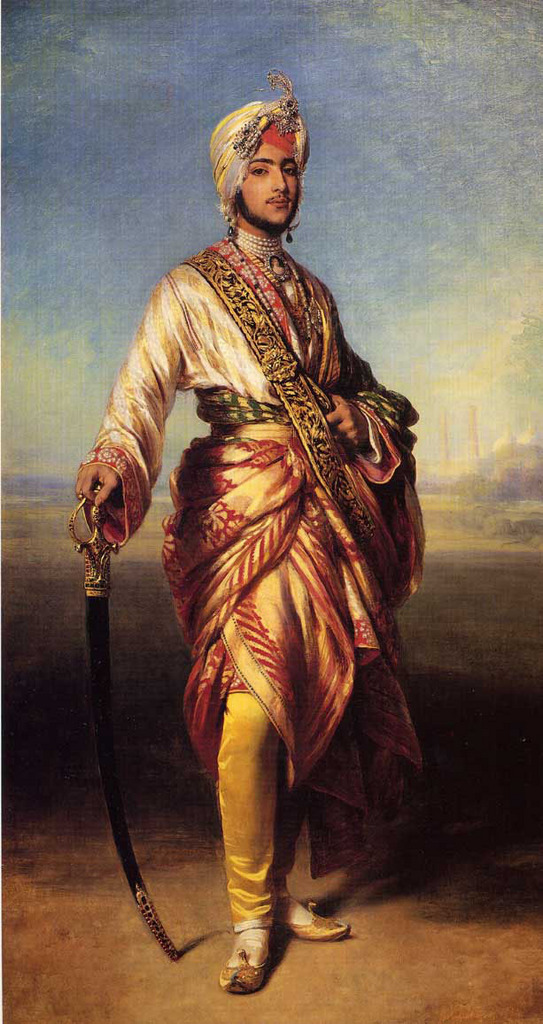
پرترهٔ مهاراجه دولیپ سینگ، اثر فرانتس ژاور وینترهالتر به‌تاریخ ۱۸۵۴ میلادی. این اثر اکنون در مالکیت مجموعهٔ سلطنتی دربار بریتانیا قرار دارد.

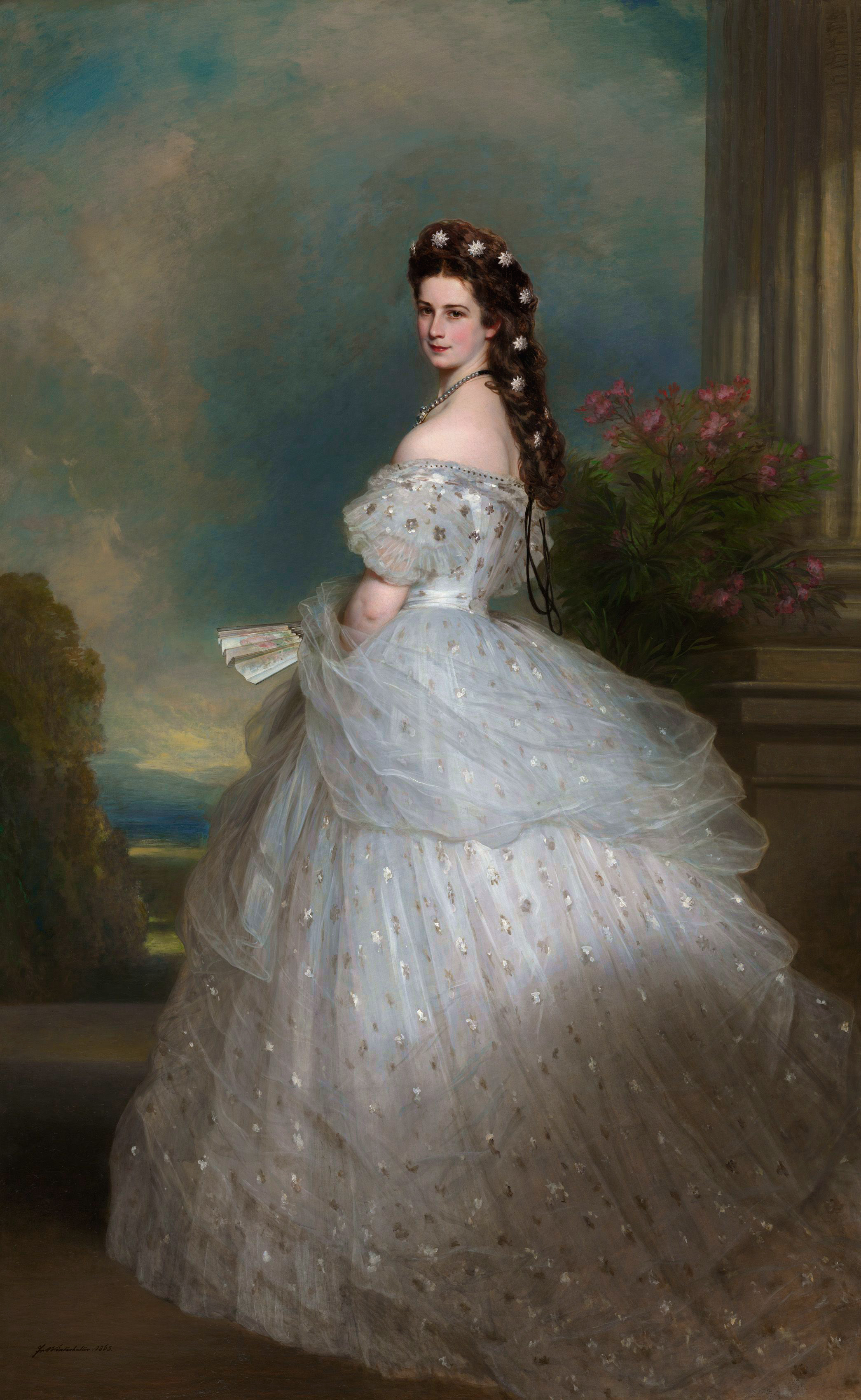
الیزابت باواریا، امپراتریس اتریش (۱۸۶۵)، رنگ روغن روی بوم، ۲۵۵ × ۱۳۳ سانتی‌متر، موزه تاریخ هنر (وین). این پرتره شاهزاده خانم را با روشی عاشقانه معرفی می‌کند و شهرت او را به عنوان یکی از زیبایی‌های بزرگ زمان خود افزایش می‌دهد. امپراتریس در یک حالت نفسانی با شانه‌های برهنه ظاهر می‌شود و سر خود را به سمت بیننده می‌چرخاند. او یک لباس ساتن و تولی سفید با ستاره‌های فویل نقره ای و ستاره‌های الماس در موهای خود پوشیده‌است. این پرتره یکی از نمادین‌ترین نمایش‌های امپراتریس الیزابت و یکی از شناخته شده‌ترین آثار وینترهالتر است.

فرانتس ژاور وینترهالتر در ۲۰ آوریل ۱۸۰۵ در دهکده کوچک منزنشواند، (بخشی از سنت بلازین)، در جنگل سیاه آلمان در انتخاب کنندگان بادن به دنیا آمد. وی ششمین فرزند فیدل وینترهالتر (۱۷۶۳–۱۸۶۳)، کشاورز و تولیدکننده صمغ در روستا و همسرش اوا مایر (۱۷۶۵–۱۸۳۸)، یکی از اعضای خانواده منزنشواند بود. پدرش از نژاد دهقانان بود و در زندگی او تأثیر مهمی داشت. از هشت خواهر و برادر، فقط چهار نفر از دوران نوزادی زنده ماندند. فرانتس ژاور در طول زندگی خود به خانواده خود، به ویژه با برادرش هرمان (۱۸۹۱–۱۸۸۰)، که او نیز یک نقاش بود، بسیار نزدیک بود.
پس از تحصیل در مدرسه صومعه بندیکتین در سنت بلازین، در سال ۱۸۱۸ در سن ۱۳ سالگی از منزنشواند خارج شد و به تحصیل در زمینه طراحی و حکاکی پرداخت. وی به عنوان طراح و لیتوگراف در کارگاه کارل لودویگ شولر (۱۷۸۵–۱۸۵۲) در فرایبورگ ایم بریسگاو آموزش دید. در سال ۱۸۲۳، در سن ۱۸ سالگی، با حمایت مالی بارون فون ایختال (۱۷۷۵–۱۸۵۰)، به مونیخ رفت. در سال ۱۸۲۵، توسط لودویگ اول، دوک بزرگ بادن (۱۷۳۰–۱۸۳۰) کمک هزینه ای به وی اعطا شد و دوره تحصیل را در آکادمی هنر در مونیخ نزد پیتر فون کورنلیوس (۱۷۸۳–۱۸۶۷) آغاز کرد، که روشهای آکادمیک باعث ناراحتی وی. وینترهالتر در پرتره گرای شیک جوزف کارل استیلر (۱۷۸۱–۱۸۵۸) یک مربی همزادتر یافت. در این مدت، او خود را به عنوان لیتوگرافی کار می‌کرد.
وینترهالتر هنگامی وارد حلقه‌های دربار شد که در سال ۱۸۲۸ استاد نقاشی سوفی مارگراوین از بادن، در کارلسروهه گردید. فرصت وی برای استقرار در خارج از جنوب آلمان در سال ۱۸۳۲ هنگامی که توانست با حمایت دوک بزرگ لئوپولد بادن به ایتالیا سفر کند، ۱۸۳۳–۱۸۳۴. در رم او صحنه‌های ژانر عاشقانه را به شیوه لوئیز لئوپولد رابرت ساخت و خود به حلقه مدیر آکادمی فرانسه، اوراس ورنه پیوست. در بازگشت به کارلسروهه، او پرتره‌هایی از دوک بزرگ لئوپولد بادن و همسرش را نقاشی کرد و به عنوان نقاش دربار بزرگ شاه نشین منصوب شد.
بااین وجود، او بادن را ترک کرد و به فرانسه رفت جایی که صحنه سبک ایتالیایی اش Il dolce Farniente در سالن ۱۸۳۶ مورد توجه قرار گرفت. ایل دکامرون یک سال بعد نیز مورد تمجید قرار گرفت. هر دو نقاشی ساخته‌های دانشگاهی به سبک رافائل هستند. وی در سالن ۱۸۳۸ پرتره ای از شاهزاده واگرا را به همراه دختر خردسال خود به نمایش گذاشت. کار او به عنوان یک نقاش پرتره خیلی زود زمانی تضمین شد که در همان سال او لوئیز ماری از اورلئان، ملکه بلژیکی‌ها و پسرش را نقاشی کرد. احتمالاً از طریق همین نقاشی بود که وینترهالتر مورد توجه ماریا آمالیا از دو سیسیل، ملکه فرانسوی‌ها، مادر ملکه بلژیکی‌ها قرار گرفت.

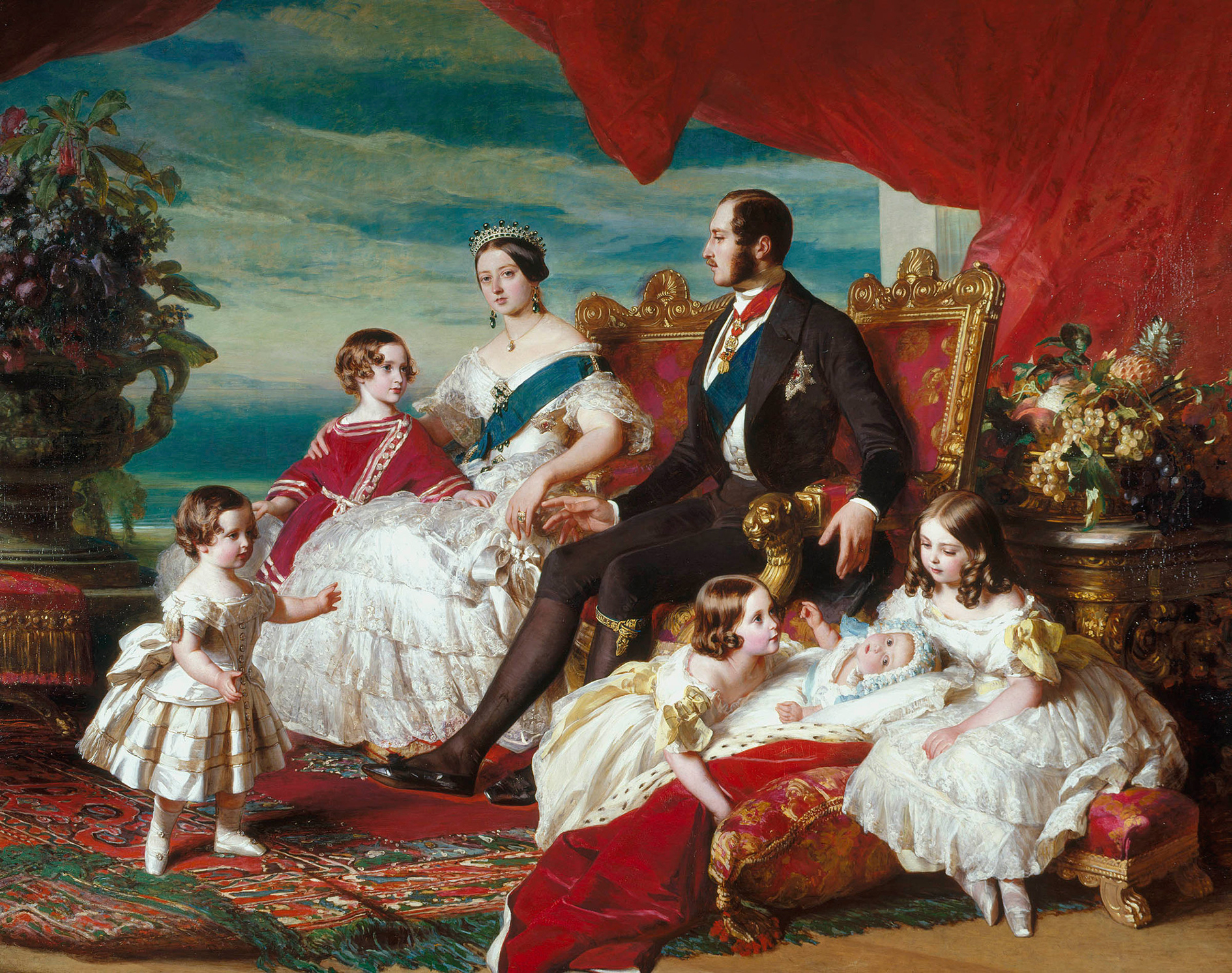
خانواده ملکه ویکتوریا و پرنس آلبرت در سال ۱۸۴۶ توسط فرانتس ژاور وینترهالتر چپ به راست: شاهزاده آلفرد (در دو سال بدون شکست). شاهزاده ولز؛ ملکه ویکتوریا؛ شاهزاده آلبرت؛ و شاهزاده خانم‌های آلیس، هلنا و ویکتوریا